# Fiktives Universum
Ein fiktives Universum (auch fiktive Welt, fiktiver Ort oder Fantasiewelt, englisch fictional universe, fictional world) ist eine fiktionale Realität, die sich durch mehr oder minder große Abweichungen von der Wirklichkeit bzw. als Beschreibung (Erzählung) in der jeweiligen (n-ten)Realität unterscheidet. Diese Abweichungen können sich auf die bloße Existenz von Fantasiefiguren wie Sherlock Holmes beschränken oder bis hin zu grundlegend andersartigen Welten wie der Scheibenwelt oder Narnia reichen, in denen Magie existiert oder Naturgesetze auf andere Weise außer Kraft gesetzt werden bzw. variieren. Im weitesten Sinne spielt damit jede Fernsehserie, jeder Spielfilm, jeder Roman, jedes Comic o. Ä. in einem fiktiven Universum, das bei Fernsehserien auch Serienuniversum genannt wird. In einem engeren Verständnis werden jedoch vor allem umfangreich von der Realität abweichende fiktive Universen als solche wahrgenommen. Solch ein fiktives Universum kann eine Vielzahl fiktiver Orte umfassen, kann aber auch aus lediglich einem oder gar keinem fiktiven Ort bestehen. Die Erfindung fiktiver Universen bzw. fiktiver Welten ist ein beliebtes Element nicht nur in Science-Fiction-, Fantasy- und Utopie-Werken, sondern auch der politischen Philosophie.
Eine Unterart des fiktiven Universums ist das gemeinsame Universum, das aus einer Reihe kreativer Werke besteht, zu denen ein oder mehrere Autoren (oder andere Künstler) unabhängig voneinander Beiträge verfassen, die für sich allein stehen können, aber in die gemeinsame Entwicklung der Handlung, Figuren oder der Welt des Gesamtprojekts eingebettet sind. Bekanntestes Beispiel im Film ist das Marvel Cinematic Universe. 
In Rollenspielen, insbesondere in Pen-&-Paper-Rollenspielen bilden die fiktiven Welten einen zentralen Punkt. Eine solche fiktive Spielwelt dient als Hintergrund und Handlungsort eines Spiels. Der Begriff wird hauptsächlich bei Pen-&-Paper-Rollenspielen und Computerspielen verwendet. Eine fiktive Spielwelt beinhaltet prinzipiell die Beschreibung aller Aspekte, die auch die reale Welt aufweist, also unter anderem der geographischen, soziologischen, politischen, wirtschaftlichen und klimatischen Bedingungen. Da Fantasy und Science Fiction zu den beliebtesten Genres für Spielwelten gehören, kommen oft auch Kosmologie, Religion und Magie hinzu. Manche Rollenspielwelten sind so umfangreich ausgebaut, dass ihre Beschreibung den Rahmen des Basisspiels sprengen würde. Zusätzliche Veröffentlichungen zur Beschreibung der Welt werden als Quellenbücher bezeichnet. Oft werden auch fiktive Welten aus der Literatur oder anderen Medien als Spielwelt übernommen.
Ähnlich ist es bei Computerspielwelten. Diese werden jedoch meist nur implizit durch die Ereignisse im Spiel beschrieben, manchmal gibt es aber auch zu Computerspielewelten umfangreiche Informationen, etwa durch Romane zum Spiel oder ausführliche Texte, die im Spiel entdeckt werden können.
Die Tätigkeit des Erfindens solcher fiktiver Universen bzw. Orte und Welten wird als Weltenbasteln oder Weltenbau bezeichnet.

## Begriffsgeschichte
Der Begriff wurde erstmals von dem Comic-Historiker Don Markstein in einem Artikel aus dem Jahr 1970 in „CAPA-alpha“, einer der ersten Amateur Press Association definiert.

## Verbindung zur realen Welt
Fiktive Welten müssen sich nicht maßgeblich von der Realität unterscheiden. Grundsätzlich entspricht jeder Handlungsort von Fiktion einer eigenständigen Wirklichkeit. Gerade im Science-Fiction- und Fantasy-Bereich werden aber oft übernatürliche Elemente eingeflochten. Fantastik spielt oft in einer mythologisierten Vergangenheit. Auch Märchen, Sagen und Mythen fallen in diese Kategorie, genauso wie moderne Bearbeitungen davon (Die Nebel von Avalon von Marion Zimmer Bradley oder der Zyklus Wintersonnenwende von Susan Cooper). Daneben gibt es genauso Welten, die durch einen Übergang in einer der Realität nachempfundenen Wirklichkeit erreicht werden. Ein klassisches Beispiel hierfür ist Alice im Wunderland.
Viele Fantasiewelten sind jedoch eigenständig. Als Vorreiter der Fantasyliteratur gilt Mittelerde aus der Feder J. R. R. Tolkiens, an dem sich viele spätere Fantasywelten und Rollenspiele orientiert haben. Tolkien hat auch zum Prozess der Erfindung einer Fantasiewelt, dem Weltenbasteln, den er als Subcreation bezeichnete, geschrieben.

## Hintergründe und Funktion fiktiver Welten
In der Philosophie und den klassischen Science-Fiction dienen solche Welten als Gleichnis auf reale gesellschaftliche Probleme (siehe auch Utopie, Dystopie). Im Falle der Terra Australis von Ptolemäus hat sich ein Gedankenexperiment im Nachhinein sogar als Realität herausgestellt.
Speziell im Bereich der Science-Fiction- und Fantasy-Literatur wird oft viel Wert auf einen stimmigen Hintergrund gelegt. Auch bei der Entwicklung von Rollenspielsystemen sind solche Überlegungen notwendig, doch während ein Autor sich meist nur mit den Bereichen beschäftigen muss, die für seine Geschichte relevant sind, muss ein Rollenspielautor den Spielern die Freiheit geben, die verschiedensten Bereiche zu erkunden. Rollenspielwelten neigen daher dazu, eher breitflächig angelegt zu sein. Durch den Austausch im Internet gibt es inzwischen auch Einzelpersonen, die das „Gestalten“ fiktiver Welten als reinen Selbstzweck in ihrer Freizeit betreiben.
Im kommerziellen Bereich dienen elaborierte Realitäten oft auch der Kundenbindung. In den 1960er Jahren begründeten Stan Lee und Jack Kirby von Marvel Comics mittels vielfältiger Gastauftritte der Superhelden durch ihre Comic-Reihen den bis heute andauernden Erfolg des Verlags. Sie schufen ein gemeinsames Universum. Auch in Film- und Fernsehbereich werden derartige Gastauftritte oft genutzt, um auf neue Formate hinzuweisen.
Zum Teil wird das „Konstruieren“ von Welten auch wissenschaftlich und sogar experimentell im Labor betrieben. So erforscht etwa die NASA alternative Voraussetzungen und Entwicklungen zur Entstehung des Lebens auf anderen Planeten oder versucht herauszufinden, wie Lebensformen in anderen Ökosystemen beschaffen sein könnten. Dies bildet mit der Astrobiologie einen eigenen Wissenschaftszweig. Die dazu nötigen Gedankengänge ähneln stark dem Weltenbasteln.

## Weltenbasteln
Ein Weltenbastler (auch Welteningenieur) erfindet – oder bastelt – fiktive Welten beliebigen Ausmaßes (englisch Worldbuilding). Dazu gehören mitunter das Erfinden von Sprachen, das Entwerfen von Landkarten, Völker- und Rassenbeschreibungen, Gesetzestexten und vieles mehr. Auf diese Weise können Dörfer, Länder oder sogar ganze Parallelwelt-Komplexe  entstehen. Viele Weltenbastler beginnen mit dem Zeichnen einer Karte oder dem Schreiben einer Geschichte. Im Folgenden werden zwei Ansätze dazu erläutert. In den nachfolgenden Listen finden sich viele Beispiele von fiktiven Welten, die maßgeblich von Einzelpersonen erdacht wurden.

### Vom Allgemeinen zum Speziellen
Begonnen wird mit einem groben Überblick über die Welt. Am Anfang stehen eine Weltkarte und grundlegende Eckdaten zu Geografie, Klimazonen, Bewohnern der Welt, einer allgemein gehaltenen Weltgeschichte oder dem Stand der Technik dieser Welt. Von hier ausgehend wird immer weiter verfeinert, über Kontinente, Zivilisationen, Nationen bis hin zu Städten und Dörfern, bis schließlich alle nötigen Details der interessanten Regionen bekannt sind.
Viele Science-Fiction-Planeten entstehen auf diese Art, indem zuerst Kennwerte wie Hydrographik, Durchschnittstemperatur, Atmosphäre, Bevölkerung und andere gewählt werden und danach zu den regionalen Details übergegangen wird.
Mit dieser Methode lassen sich insgesamt stimmige und widerspruchsarme Welten erstellen. Zum Teil wird viel Wert auf die Einhaltung der heute bekannten physikalischen Gesetze gelegt, ihnen aber auch bewusst widersprochen. Allerdings benötigt dieser Ansatz vom Allgemeinen zum Speziellen viel Zeit, bis eine Region so weit ausgearbeitet ist, dass man sie für einen Roman oder ein Rollenspiel nutzen kann.

### Vom Speziellen zum Allgemeinen
Der andere Ansatz ist, sich zunächst eine Region vorzunehmen, um diese in allen Details zu beschreiben, Fakten über lokale Geografie, Kulturen, Sozialstrukturen, Politik, Wirtschaft und Geschichte festzulegen, die wichtigsten vorkommenden Personen vorzustellen und ihre Beziehungen zueinander zu erläutern. Die umgebenden Gebiete werden auf einer weniger detailgenauen Ebene beschrieben. Je weiter die beschriebene Region vom beschriebenen Ort entfernt ist, desto geringer werden die Details. Erst wenn der Weltenbastler andere Teile seiner Welt benötigt, werden diese bei Bedarf ausgebaut und beschrieben.
Häufig findet man diesen Ansatz bei Fantasy-Autoren, die zunächst beschreiben, was für ihren Held und dessen Geschichte von unmittelbarer Wichtigkeit ist, während sie die übrige Welt nur grob andeuten und weitere Regionen erst dann und auch nur so weit beschreiben, wie es für die Dramaturgie wichtig ist.
Der Vorteil dieser Vorgehensweise ist, dass die Region sehr schnell zur Verfügung steht, beispielsweise als Hintergrund für Romane oder Rollenspiele. Nachteilig macht sich allerdings häufig ein unzusammenhängender Gesamtaufbau der Welt bemerkbar. So sind zum Beispiel oft zu viele unterschiedliche Kulturen auf zu engem Raum zu finden.
Ein typisches Beispiel für eine auf diese Art entstandene Welt ist die Welt von Elric von Melniboné des Autors Michael Moorcock.

## Film und Fernsehen
Eines der frühesten und populärsten Beispiele für ein Filmuniversum ist George Lucas’ Star Wars, was in Folge der drei ursprünglichen Filme schon früh eine Vielzahl an Comics, Literatur, Fernsehprogrammen oder Videospielen hervorgebracht hat. Da sich Lucas selbst die Kanonisierung der einzelnen Erweiterungen vorbehalten hat, widerspricht einiges im Expanded Universe den späteren „offizielleren“ Kinofilmen. Mit dem Kinostart von Iron Man 2008 begannen die Marvel Studios damit, strukturiert ihre vielfach verknüpfte Comic-Welt auf Film und Fernsehen zu übertragen. Dies bezeichnen sie selbst als Marvel Cinematic Universe.
Gewöhnlicherweise gibt es keine umfassenden (externen) Beschreibungen zu den Welten von Film und Fernsehen, sie sind also in der Regel auf das beschränkt, was dort auch dargestellt wird. Vielfältig gibt es aber Gastauftritte von Figuren aus anderen Serien (siehe Crossover (Medien)) oder aber Figuren aus einer Serie werden in eine neue übernommen (siehe Ableger (Medien), Backdoor-Pilot). Dies geschieht meist, um das Publikum eines bereits etablierten Programms auf ein neues aufmerksam zu machen. Als Gedankenspiel kann man beide fiktiven Realitäten miteinander verknüpfen, was aufgrund umfangreicher Gastauftritte gerade im amerikanischen Fernsehen eine gewaltige zusammenhängende Welt schafft, die von Verliebt in eine Hexe über Star Trek bis hin zu The Wire reicht und sich bis heute erweitert.

## Beispiele
Zur Illustration der Struktur und Vielfalt fiktiver Welten folgen hier einige Beispiele in chronologischer Ordnung. Eine Auflistung weiterer fiktiver Orte und Welten findet sich unter #Siehe auch.

### In der klassischen Literatur
Die frühesten Beispiele bilden philosophische Utopien, klassische Mythen und die Kinderliteratur des 19. Jahrhunderts.
- Atlantis aus den Dialogen Timaios und Kritias – Platon
- Insel Thule – Pytheas von Massalia
- Insel Utopia – Thomas Morus
- Insel Liliput aus Gullivers Reisen – Jonathan Swift
- Oz – L. Frank Baum
- Shangri-La aus dem Roman Der verlorene Horizont – James Hilton

### In der Science-Fiction-Literatur
- Trantor – Isaac Asimov
- Eden, fiktiver Planet in einem Roman von Stanisław Lem
- Darkover – Marion Zimmer Bradley
- Arrakis – Frank Herbert
- Pern – Anne McCaffrey
- Tralfamadore – Kurt Vonnegut, Schlachthof 5 oder Der Kinderkreuzzug
- Ringwelt – Larry Niven
- Flusswelt – Philip José Farmer
- Rama – Arthur C. Clarke
- Die Kultur – Iain M. Banks

### In der Fantasy-Literatur
Nach Vorbild von Tolkiens Mittelerde wird die Welt hier oft an einem mythologisierten europäischen Mittelalter angelehnt, angereichert mit klassischen fantastischen Elementen wie Fabelwesen oder Magie
- Arkham, Innsmouth – H.P. Lovecraft
- Erdsee – Ursula K. Le Guin
- Midkemia – Raymond Feist
- Phantásien – Michael Ende
- Mittwelt – Stephen King
- Scheibenwelt – Terry Pratchett
- Krynn – verschiedene Autoren der Drachenlanzenwelt, insbesondere Margaret Weis und Tracy Hickman
- Ulldart – Markus Heitz
- Westeros – George R. R. Martin
- Zamonien – Walter Moers
- Osten Ard – Tad Williams
- Die nördlichen Königreiche – Andrzej Sapkowski

### In Pen-&-Paper-Rollenspielen
- Die Welt von Das Schwarze Auge
- Die Welten von Dungeons & Dragons (Vergessene Reiche)
- Die Welt der Dunkelheit bzw. Chronicles of Darkness der Spiele von White Wolf.

### In Computer-Rollenspielen
- Morrowind, Cyrodiil & Skyrim auf dem Kontinent Tamriel der Welt Nirn – The Elder Scrolls
- Azeroth – World of Warcraft
- Die nördlichen Königreiche in den The-Witcher-Spielen, angelehnt an die Romane von Andrzej Sapkowski

### Im Internet
- Ultos, Virtuelle Nation, gegründet 2014
- Die Weltenbastler, Website und Forum
- Das Imaginarium, Forum

### In Comics
- Dragonball – klassisches Manga von Akira Toriyama, umgesetzt in Fernsehen, Kino und als Videospiel
- Entenhausen – Diverse Disney-Comics auf Basis von Carl Barks
- Marvel-Universum – seit 1961 durchgängig expandierte Comicwelt um Hulk, Spider-Man
- DC-Universum – Geschichten um Batman, Superman, geprägt von einer Vielzahl an Reboots und Parallelwelten
- Syldavien und Bordurien – Tim-und-Struppi-Reihe von Hergé